# Jacopo Corsi
Jacopo Corsi, né le 17 juillet 1561 à Florence et mort le 29 décembre 1602 , est un compositeur italien de la fin du XVIe siècle. Il est considéré parmi les grands auteurs de l'époque du début de la musique baroque.

## Biographie
Jacopo Corsi était d'origine noble, portant le titre de marquis. Ami de Jacopo Peri, partageant avec lui l'ambition de rétablir, à travers la musique, le drame du théâtre de la Grèce antique, Il fut l'un des pères du futur opéra.
Il a pris part, à Florence, à la formation de la Camerata de' Bardi au service de Giovanni Bardi, dans le palais de celui-ci. C'est dans ce Palazzo Tornabuoni que se réunit la première Académie de musique de Florence, en 1594, donnant naissance aux premiers drames en musique avec la création de Daphne, sur un livret d'Ottavio Rinuccini.

## Source de la traduction
- (it) Cet article est partiellement ou en totalité issu de l’article de Wikipédia en italien intitulé « Jacopo Corsi » (voir la liste des auteurs).